# Канский округ (Сибирский край)
Канский округ — административно-территориальная единица Сибирского края, существовавшая в 1925—1930 годах.
Канский округ был образован 9 декабря 1925 года из Канского и части Енисейского уездов Енисейской губернии. Центром округа был назначен город Канск. Округ был разделён на 14 районов:
- Абанский район. Центр — село Абан
- Агинский район. Центр — село Агинское
- Амонашевский район. Центр — село Амонашевское
- Ингашевский район. Центр — село Нижний Ингаш
- Ирбейский район. Центр — село Ирбейское
- Канский район. Центр — город Канск
- Приангарский район. Центр — село Богучаны
- Рождественский район. Центр — село Рождественское
- Рыбинский район. Центр — село Рыбинское
- Тайшетский район. Центр — село Тайшет
- Тасеевский район. Центр — село Тасеево
- Устьянский район. Центр — село Устьянское
- Шиткинский район. Центр — село Шиткино

4 июля 1927 центр Приангарский район разделён на Богучанский район с центром в селе Богучаны и Кежемский район с центром в селе Кежма. В этот же день центр Рыбинского района перенесён в село Троицко-Заозерское.
19 июня 1929 из упразднённого Тулунского округа в Канский округ передан Нижнеудинский район с центром в городе Нижнеудинск.
30 июля 1930 Канский округ, как и большинство остальных округов СССР, был упразднён. Его районы отошли в прямое подчинение Восточно-Сибирского края.
Население округа в 1926 году составляло 379,4 тыс. человек. Из них русские — 73,3 %; белорусы — 13,4 %; украинцы — 7,8 %.